# Novi Novakî, Luhînî
Novi Novakî (în ucraineană Нові Новаки) este un sat în comuna Starosillea din raionul Luhînî, regiunea Jîtomîr, Ucraina.

## Demografie
Componența lingvistică a localității Novi Novakî
     Ucraineană (99,11%)
     Alte limbi (0,89%)
Conform recensământului din 2001, majoritatea populației localității Novi Novakî era vorbitoare de ucraineană (99,11%), existând în minoritate și vorbitori de alte limbi.